# 高知西バイパス

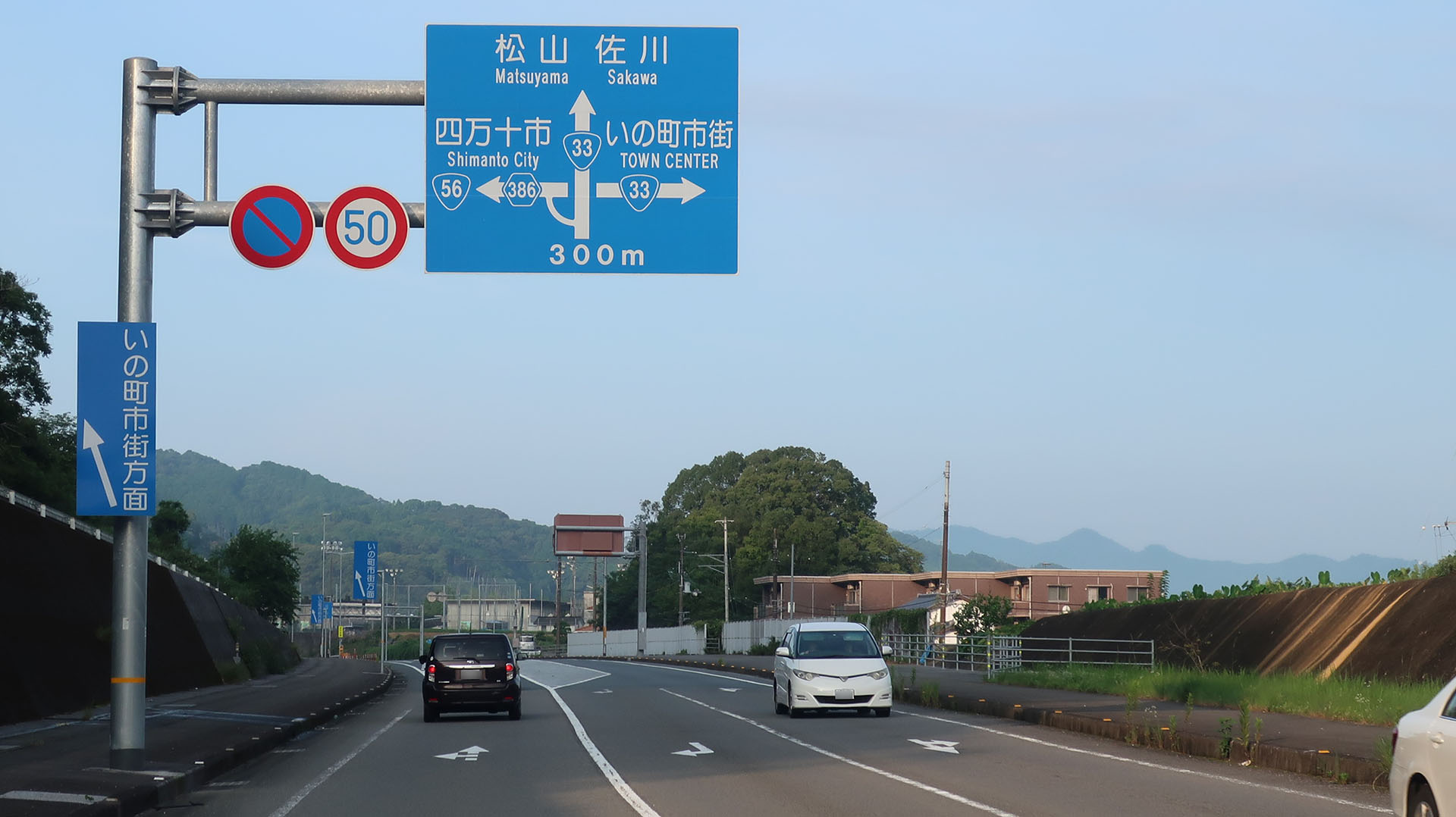
高知西バイパス(第1期工区)
高知県吾川郡いの町枝川

高知西バイパス（こうちにしバイパス）は、高知県高知市鴨部から高知県吾川郡いの町波川に至る総延長9.8 kmの国道33号バイパスである。

## 概要
高知市鴨部から吾川郡いの町枝川までの第1期区間4.3 kmと吾川郡いの町枝川から同町波川までの第2期区間5.5 kmからなっている。慢性的な交通渋滞の解消や集中豪雨時の路面冠水の解消を主な目的として計画されたものである。

## 第1期工区
第1期区間は国道33号（国道194号重複）の現道である。

### 路線データ
- 起点 : 高知県高知市鴨部[1]
- 終点 : 高知県吾川郡いの町枝川
- 総延長 : 4.3 km
- 規格 : 第4種第1級
- 車線数 : 完成4車線（暫定2車線） ただし高知市鴨部から高知西トンネル高知側出入口までは4車線
- 道路幅員 : 26.0 m
- 車線幅員 : 3.5 m
- 設計速度 : 60 km/h

### 沿革
- 1974年（昭和49年）4月 : 事業化[1]。
- 1982年（昭和57年）10月 : 都市計画決定[1]。
- 1986年（昭和61年）11月 : 工事着手[1]。
- 1997年（平成9年）12月 : 高知市鴨部 - 伊野町枝川 間（4.3km）、伊野IC - 枝川IC間開通。

## 第2期工区
この区間は、高知松山自動車道の一部。

### 路線データ
- 起点 : 高知県吾川郡いの町枝川
- 終点 : 高知県吾川郡いの町波川
- 延長 : 5.5 km
- 規格 : 第4種第1級（歩道と車道は安全柵等で完全分離）
- 車線数 : 完成4車線（暫定2車線）
- 道路幅員 : 不明
- 車線幅員 : 3.5 m
- 設計速度 : 60 km/h

### 沿革
- 1999年（平成11年）12月 : 調査区間 指定。
- 2000年（平成12年）12月 : 整備区間 指定。
- 2012年（平成24年）12月22日 : 天神IC - 鎌田IC間（1.1 km）開通[2][3]。
- 2016年（平成28年）3月5日 : 枝川IC - 天神IC間（2.9 km）開通[4]。
- 2021年（令和3年）12月4日 : 鎌田IC - 波川間（1.5 km）開通[5]。

### インターチェンジ（第2期工区のみ）
- IC番号欄の背景色が■である部分については道路が開通済みの区間を示している。また、施設名欄の背景色が■である部分は施設が供用開始されていない、または完成していないことを示す。
- 英略字は右記の通り。　IC : インターチェンジ

| IC 番号                                    | 施設名 | 接続路線名                | 起点から の距離 | 終点から の距離 | 備考                         | 所在地 | 所在地        | 所在地 |
| ------------------------------------------ | ------ | ------------------------- | --------------- | --------------- | ---------------------------- | ------ | ------------- | ------ |
|                                            | 伊野IC | E56 高知自動車道 国道33号 |                 |                 |                              | 高知県 | 吾川郡 いの町 | 枝川   |
| この間、高知西バイパス 1期工区区間         |        |                           |                 |                 |                              |        |               |        |
|                                            | 枝川IC | 国道33号（国道194号重複） | 0.0             | 5.5             | 高知松山自動車道の正式な起点 | 高知県 | 吾川郡 いの町 | 枝川   |
|                                            | 是友IC |                           |                 |                 |                              | 高知県 | 吾川郡 いの町 | 是友   |
|                                            | 天神IC |                           |                 |                 |                              | 高知県 | 吾川郡 いの町 | 天神   |
|                                            | 鎌田IC |                           |                 |                 | 高知方面出入口のみ           | 高知県 | 吾川郡 いの町 | 鎌田   |
|                                            | 波川IC | 国道33号                  | 5.5             | 0.0             |                              | 高知県 | 吾川郡 いの町 | 波川   |
| 高知松山自動車道（佐川バイパス）に接続予定 |        |                           |                 |                 |                              |        |               |        |